# Larry Izzo

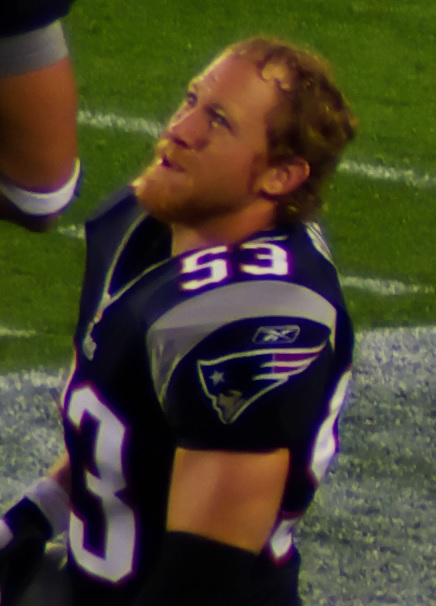
Larry Izzo em 2007.

Lawrence Alexander Izzo (nascido em 26 de setembro de 1974) é um treinador profissional de futebol americano e ex-jogador que atuava como linebacker que atualmente é o coordenador da equipe de especialistas do Washington Commanders da National Football League (NFL). Ele jogou futebol americano universitário pelo Rice Owls e foi contratado como free agent não draftado pelo Miami Dolphins em 1996. Três vezes selecionado para o Pro Bowl e All-Pro pelo New England Patriots, ele venceu três Super Bowls (XXXVI, XXXVIII e XXXIX) com os Patriots e um como treinador com o New York Giants.